# Sbek Thom

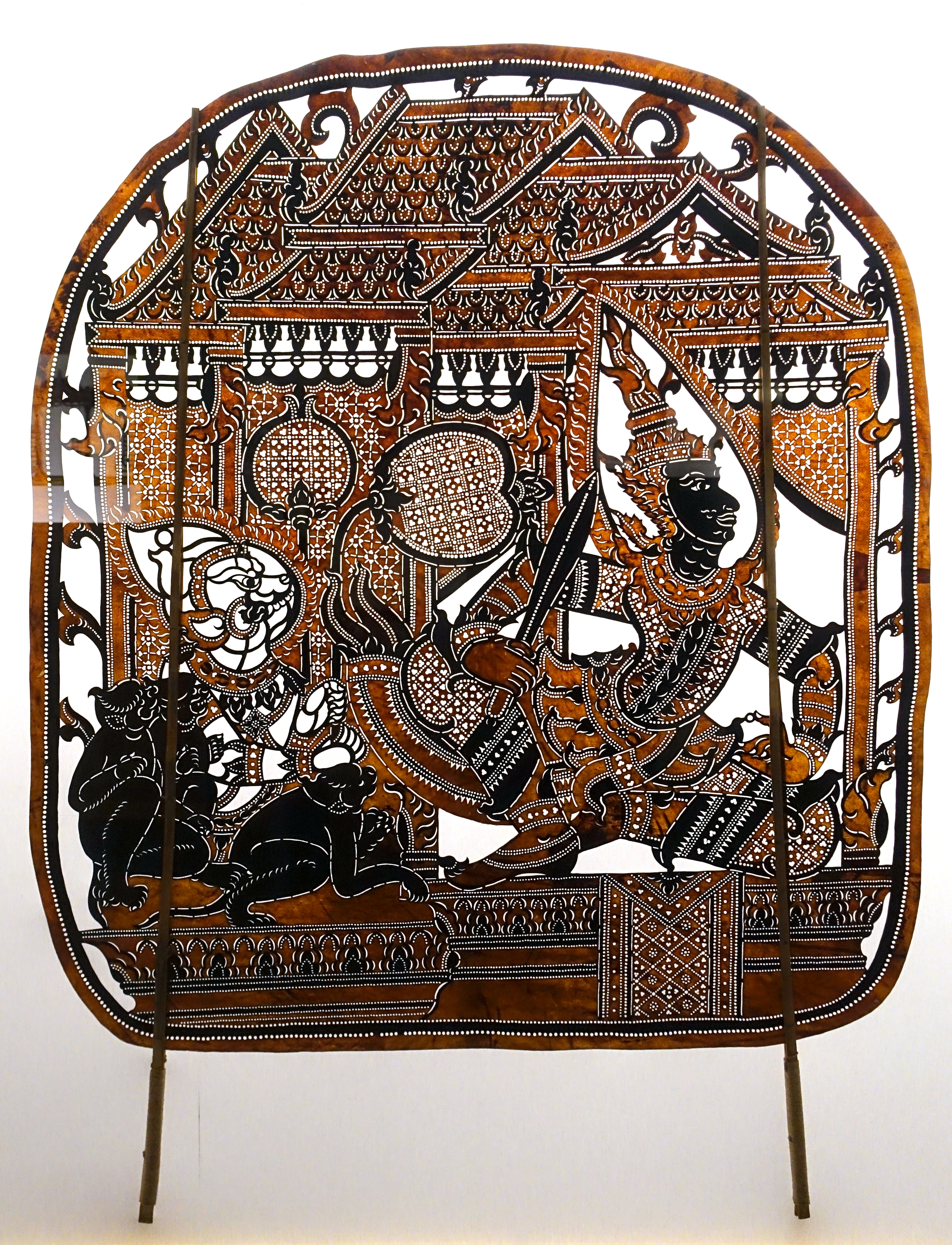
Figuurplaat gebruikt bij Sbek Thom

Sbek Thom is het schimmenspel van de Khmer uit Cambodja. Samen met het Royaal Ballet en het masker-theater wordt Sbek Thom als heilig gezien. Opgedragen aan godheden, kan Sbek Thom slechts drie- of viermaal per jaar worden opgevoerd tijdens specifieke gebeurtenissen (zoals het Khmer-nieuwjaar of de verjaardag van de koning). 
Er wordt gebruikgemaakt van twee meter-hoge poppen, gemaakt van leer. Er worden ceremoniën uitgevoerd terwijl de pop wordt gemaakt, ze staan voor godheden. De huiden worden geverfd met een oplossing gemaakt van de bast van de kandaol-boom. Er worden twee bamboestokken aan het leer verbonden, zodat de pop als een soort marionet kan worden gebruikt.
Na de val van Angkor in de vijftiende eeuw evolueerde Sbek Thom van een rituele activiteit tot een artistieke kunst. De ceremoniële dimensie werd echter behouden. De voorstellingen worden 's nachts in de open lucht uitgevoerd, naast een rijstveld of pagode. Schaduwen van de marionet wordt geprojecteerd op een wit scherm, de animatoren brengen de poppen tot leven met specifieke dansstappen en bewegingen. Een orkest begeleidt het optreden en er zijn twee vertellers. 
De Khmer-versie van de Ramayana duurt enkele nachten en bevat 160 poppen. Vele Sbek Thom-poppen werden vernietigd door het Rode Khmer-regime, waarna de heilige kunst bijna vernietigd werd. 
Sinds 1979 wordt Sbek Thom geleidelijk in ere hersteld dankzij de weinig overlevende kunstenaars. Sinds 2005 wordt Sbek Thom vermeld op de Lijst van Meesterwerken van het Orale en Immateriële Erfgoed van de Mensheid.